# Rhomboptila epona
Rhomboptila epona är en fjärilsart som beskrevs av Paul Dognin 1901. Rhomboptila epona ingår i släktet Rhomboptila och familjen mätare. Inga underarter finns listade.